# Mario Crespi (calciatore)
Mario Crespi (fl. XX secolo) è stato un calciatore italiano, di ruolo centrocampista.

## Carriera
Con il Milan gioca una partita nella Coppa Federale 1915-1916, competizione successivamente vinta proprio dai rossoneri.
In seguito passa al Legnano, con cui gioca per cinque stagioni disputando 19 gare e 2 reti nel campionato di Prima Categoria 1919-1920, 23 partite e 5 reti nel campionato di Prima Categoria 1920-1921, 18 gare nel campionato di Prima Divisione 1921-1922, 11 partite ed una rete nel campionato di Prima Divisione 1922-1923 e 9 partite ed una rete nel campionato di Prima Divisione 1923-1924. poi passò alla Pro Patria.